# Vincent Candela
Vincent Philippe Antoine Candela (AFI: /vɛ̃'sɑ̃ kɑ̃də'la/; Bédarieux, 24 ottobre 1973) è un ex calciatore francese, di ruolo difensore o centrocampista.

## Biografia
Nato a Bédarieux, in Francia, nella regione dell'Occitania, ha giocato molti anni nel campionato italiano ed è rimasto molto legato all'Italia, in particolare alla città di Roma. Infatti, dopo il ritiro calcistico, si è stabilito nella campagna romana, producendo vino e spesso si reca allo stadio Olimpico per assistere alle partite della sua ex squadra, la Roma. Inoltre aiuta la seconda moglie a organizzare eventi nella Tenuta Angelica, proprietà acquisita qualche anno fa, e ha aperto un ristorante a Monte Compatri.

## Caratteristiche tecniche
Era un esterno che, pur non essendo mancino, preferiva giocare a sinistra, anche se in nazionale veniva schierato prevalentemente a destra per poter permettere al mancino Lizarazu di giocare a sinistra. Abile nei calci piazzati, i suoi cross dal fondo furono spesso letali per le difese avversarie. Il suo marchio di fabbrica era il doppio passo, col quale era solito avanzare sulla fascia.

## Carriera

### Giocatore

#### Club

Candela in azione alla Roma nel 2001

Inizia la carriera fra i professionisti nel 1992 al Tolosa, dove resta fino al 1995 per poi passare al Guingamp e, nel gennaio 1997 alla Roma. Nella capitale il laterale francese è titolare per sette stagioni, prima come difensore sinistro nel 4-3-3 zemaniano, e poi come esterno di centrocampo con Fabio Capello. Alla Roma Candela resta per nove stagioni, vincendo tra l'altro uno Scudetto ed una Supercoppa italiana vincendo 3 a 0 contro la Fiorentina (nell'occasione mette a segno un gol da oltre 30 metri di distanza), ed è lì che vive il periodo migliore della sua carriera.
Dopo gli anni a Roma, nel gennaio 2005 passa agli inglesi del Bolton, dove resta fino al termine della stagione, per esser poi ingaggiato dall'Udinese allenata da Serse Cosmi; qui torna a disputare la Champions League realizzando un gol nella trasferta vittoriosa dei bianconeri in Grecia contro il Panathīnaïkos. Va a segno anche nella partita casalinga contro la Lazio con un gol di pallonetto, partita vinta dai friulani per 3 a 0. Nell'estate 2006 viene ingaggiato dal Siena e nel gennaio 2007 dal Messina.
Il 3 settembre 2007, rimasto senza squadra dopo il mercato estivo, aveva annunciato il ritiro dall'attività agonistica al sito del quotidiano sportivo francese L'Équipe: "C'è un tempo per tutto, io ho fatto il mio tempo. Dopo 18 anni di professionismo, questo è il momento giusto per smettere. Il calcio è cambiato, è più fisico, meno tattico e tecnico. Oggi i calciatori sono tutti più alti, più rapidi ed hanno meno cervello". Dopo essersi ritirato, Vincent ci ripensa e, nel 2008, torna a giocare nella Prima Categoria del Lazio con la maglia dell'Albatros.
Il 5 giugno 2009 si ritira ufficialmente dal mondo del calcio, giocando una partita d'addio organizzata in suo onore allo Stadio Olimpico davanti a più di 40 000 tifosi giallorossi, che vede affrontarsi la Roma campione d'Italia 2000-2001 e la Francia campione del mondo 1998: la partita si conclude con il risultato di 5-3 per la Roma. Il 22 luglio 2014 entra a far parte della Hall of Fame della AS Roma.

#### Nazionale
Candela ha collezionato 40 apparizioni con la maglia della nazionale francese, segnando 2 gol. Il suo utilizzo in squadra è stato spesso ostacolato dalla presenza, nel suo stesso ruolo, di Bixente Lizarazu. Candela è stato presente nella selezione nazionale al torneo olimpico di Atlanta 1996, nel vittorioso mondiale casalingo di Francia 1998, al trionfo nel campionato d'Europa 2000 e anche al successivo campionato del mondo 2002.

### Dopo il ritiro
Risiede nella campagna romana, dove dal 2011 organizza eventi e gestisce una catena di ristoranti con la moglie. Dal 2020 collabora con un'agenzia di scouting

## Statistiche

### Presenze e reti nei club
| Stagione        | Club            | Campionato      | Campionato | Campionato | Coppe nazionali | Coppe nazionali | Coppe nazionali | Coppe continentali | Coppe continentali | Coppe continentali | Supercoppe | Supercoppe | Supercoppe | Totale | Totale |
| Stagione        | Club            | Comp            | Pres       | Reti       | Comp            | Pres            | Reti            | Comp               | Pres               | Reti               | Comp       | Pres       | Reti       | Pres   | Reti   |
| --------------- | --------------- | --------------- | ---------- | ---------- | --------------- | --------------- | --------------- | ------------------ | ------------------ | ------------------ | ---------- | ---------- | ---------- | ------ | ------ |
| 1992-1993       | Tolosa          | D1              | 3          | 0          | CF              | ?               | ?               | -                  | -                  | -                  | -          | -          | -          | 3      | 0      |
| 1993-1994       | Tolosa          | D1              | 26         | 1          | CF              | ?               | ?               | -                  | -                  | -                  | -          | -          | -          | 26     | 1      |
| 1994-1995       | Tolosa          | D2              | 27         | 2          | CF              | ?               | ?               | -                  | -                  | -                  | -          | -          | -          | 27     | 2      |
| Totale Tolosa   | Totale Tolosa   | Totale Tolosa   | 56         | 3          |                 | ?               | ?               |                    | -                  | -                  |            | -          | -          | 56     | 3      |
| 1995-1996       | Guingamp        | D1              | 27         | 1          | CF              | ?               | ?               | -                  | -                  | -                  | -          | -          | -          | 27     | 1      |
| 1996-gen. 1997  | Guingamp        | D1              | 21         | 1          | CF              | ?               | ?               | CU                 | 1                  | 0                  | -          | -          | -          | 22     | 1      |
| Totale Guingamp | Totale Guingamp | Totale Guingamp | 48         | 2          |                 | ?               | ?               |                    | 1                  | 0                  |            | -          | -          | 49     | 2      |
| gen.-giu. 1997  | Roma            | A               | 15         | 2          | CI              | 0               | 0               | CU                 | 0                  | 0                  | -          | -          | -          | 15     | 2      |
| 1997-1998       | Roma            | A               | 32         | 2          | CI              | 6               | 0               | -                  | -                  | -                  | -          | -          | -          | 38     | 2      |
| 1998-1999       | Roma            | A               | 30         | 1          | CI              | 4               | 0               | CU                 | 8                  | 0                  | -          | -          | -          | 42     | 1      |
| 1999-2000       | Roma            | A               | 26         | 3          | CI              | 1               | 1               | CU                 | 6                  | 0                  |            | -          | -          | 33     | 4      |
| 2000-2001       | Roma            | A               | 33         | 3          | CI              | 2               | 0               | CU                 | 5                  | 0                  | -          | -          | -          | 40     | 3      |
| 2001-2002       | Roma            | A               | 31         | 2          | CI              | 1               | 0               | UCL                | 10                 | 0                  | SI         | 1          | 1          | 43     | 3      |
| 2002-2003       | Roma            | A               | 23         | 1          | CI              | 8               | 0               | UCL                | 10                 | 0                  | -          | -          | -          | 41     | 1      |
| 2003-2004       | Roma            | A               | 12         | 0          | CI              | 0               | 0               | CU                 | 4                  | 0                  | -          | -          |            | 16     | 0      |
| 2004-gen. 2005  | Roma            | A               | 8          | 0          | CI              | 1               | 0               | UCL                | 3                  | 0                  | -          | -          | -          | 12     | 0      |
| Totale Roma     | Totale Roma     | Totale Roma     | 210        | 14         |                 | 23              | 1               |                    | 46                 | 0                  |            | 1          | 1          | 280    | 16     |
| gen.-giu. 2005  | Bolton          | PL              | 10         | 0          | FA+LC           | 2+0             | 0+0             | -                  | -                  | -                  | -          | -          | -          | 12     | 0      |
| 2005-2006       | Udinese         | A               | 26         | 1          | CI              | 3               | 0               | UCL+CU             | 8+3                | 1+0                | -          | -          | -          | 37     | 2      |
| 2006-gen. 2007  | Siena           | A               | 14         | 0          | CI              | 2               | 0               | -                  | -                  | -                  | -          | -          | -          | 14     | 0      |
| gen.-giu. 2007  | Messina         | A               | 17         | 0          | CI              | 0               | 0               | -                  | -                  | -                  | -          | -          | -          | 17     | 0      |
| Totale carriera | Totale carriera | Totale carriera | 381        | 20         |                 | 30              | 1               |                    | 58                 | 1                  |            | 1          | 1          | 470    | 23     |

### Cronologia presenze e reti in nazionale
| Cronologia completa delle presenze e delle reti in nazionale ― Francia | Cronologia completa delle presenze e delle reti in nazionale ― Francia | Cronologia completa delle presenze e delle reti in nazionale ― Francia | Cronologia completa delle presenze e delle reti in nazionale ― Francia | Cronologia completa delle presenze e delle reti in nazionale ― Francia | Cronologia completa delle presenze e delle reti in nazionale ― Francia | Cronologia completa delle presenze e delle reti in nazionale ― Francia | Cronologia completa delle presenze e delle reti in nazionale ― Francia |
| Data                                                                   | Città                                                                  | In casa                                                                | Risultato                                                              | Ospiti                                                                 | Competizione                                                           | Reti                                                                   | Note                                                                   |
| ---------------------------------------------------------------------- | ---------------------------------------------------------------------- | ---------------------------------------------------------------------- | ---------------------------------------------------------------------- | ---------------------------------------------------------------------- | ---------------------------------------------------------------------- | ---------------------------------------------------------------------- | ---------------------------------------------------------------------- |
| 9-10-1996                                                              | Parigi                                                                 | Francia                                                                | 4 – 0                                                                  | Turchia                                                                | Amichevole                                                             | -                                                                      | 23’                                                                    |
| 9-11-1996                                                              | Copenaghen                                                             | Danimarca                                                              | 1 – 0                                                                  | Francia                                                                | Amichevole                                                             | -                                                                      | 74’                                                                    |
| 26-2-1997                                                              | Parigi                                                                 | Francia                                                                | 2 – 1                                                                  | Paesi Bassi                                                            | Amichevole                                                             | -                                                                      | 87’                                                                    |
| 2-4-1997                                                               | Parigi                                                                 | Francia                                                                | 1 – 0                                                                  | Svezia                                                                 | Amichevole                                                             | -                                                                      |                                                                        |
| 3-6-1997                                                               | Lione                                                                  | Francia                                                                | 1 – 0                                                                  | Brasile                                                                | Amichevole                                                             | -                                                                      |                                                                        |
| 11-10-1997                                                             | Lens                                                                   | Francia                                                                | 2 – 1                                                                  | Sudafrica                                                              | Amichevole                                                             | -                                                                      | 73’                                                                    |
| 12-11-1997                                                             | Saint-Denis                                                            | Francia                                                                | 2 – 1                                                                  | Scozia                                                                 | Amichevole                                                             | -                                                                      | 79’                                                                    |
| 28-1-1998                                                              | Saint-Denis                                                            | Francia                                                                | 1 – 0                                                                  | Spagna                                                                 | Amichevole                                                             | -                                                                      | 62’                                                                    |
| 25-3-1998                                                              | Mosca                                                                  | Russia                                                                 | 1 – 0                                                                  | Francia                                                                | Amichevole                                                             | -                                                                      | 46’                                                                    |
| 29-5-1998                                                              | Casablanca                                                             | Marocco                                                                | 2 – 2 (6 - 5 dtr)                                                      | Francia                                                                | Trofeo di calcio Hassan II 1998                                        | -                                                                      |                                                                        |
| 24-6-1998                                                              | Lione                                                                  | Danimarca                                                              | 1 – 2                                                                  | Francia                                                                | Mondiali 1998 - 1º turno                                               | -                                                                      |                                                                        |
| 19-8-1998                                                              | Vienna                                                                 | Austria                                                                | 2 – 2                                                                  | Francia                                                                | Amichevole                                                             | -                                                                      | 46’                                                                    |
| 14-10-1998                                                             | Saint-Denis                                                            | Francia                                                                | 2 – 0                                                                  | Andorra                                                                | Qual. Euro 2000                                                        | 1                                                                      |                                                                        |
| 20-1-1999                                                              | Marsiglia                                                              | Francia                                                                | 1 – 0                                                                  | Marocco                                                                | Amichevole                                                             | -                                                                      |                                                                        |
| 10-2-1999                                                              | Londra                                                                 | Inghilterra                                                            | 0 – 2                                                                  | Francia                                                                | Amichevole                                                             | -                                                                      | 90’                                                                    |
| 5-6-1999                                                               | Saint-Denis                                                            | Francia                                                                | 2 – 3                                                                  | Russia                                                                 | Qual. Euro 2000                                                        | -                                                                      | 88’                                                                    |
| 9-6-1999                                                               | Barcellona                                                             | Andorra                                                                | 0 – 1                                                                  | Francia                                                                | Qual. Euro 2000                                                        | -                                                                      |                                                                        |
| 18-8-1999                                                              | Belfast                                                                | Irlanda del Nord                                                       | 0 – 1                                                                  | Francia                                                                | Amichevole                                                             | -                                                                      | 55’                                                                    |
| 13-11-1999                                                             | Saint-Denis                                                            | Francia                                                                | 3 – 0                                                                  | Croazia                                                                | Amichevole                                                             | -                                                                      |                                                                        |
| 28-5-2000                                                              | Zagabria                                                               | Croazia                                                                | 0 – 2                                                                  | Francia                                                                | Amichevole                                                             | -                                                                      | 82’                                                                    |
| 6-6-2000                                                               | Casablanca                                                             | Marocco                                                                | 1 – 5                                                                  | Francia                                                                | Trofeo di calcio Hassan II 2000 - Finale                               | -                                                                      |                                                                        |
| 16-6-2000                                                              | Bruges                                                                 | Rep. Ceca                                                              | 1 – 2                                                                  | Francia                                                                | Euro 2000 - 1º turno                                                   | -                                                                      |                                                                        |
| 21-6-2000                                                              | Amsterdam                                                              | Paesi Bassi                                                            | 3 – 2                                                                  | Francia                                                                | Euro 2000 - 1º turno                                                   | -                                                                      |                                                                        |
| 16-8-2000                                                              | Marsiglia                                                              | Francia                                                                | 5 – 1                                                                  | World Stars                                                            | Amichevole                                                             | -                                                                      |                                                                        |
| 2-9-2000                                                               | Saint-Denis                                                            | Francia                                                                | 1 – 1                                                                  | Inghilterra                                                            | Amichevole                                                             | -                                                                      | 80’                                                                    |
| 15-11-2000                                                             | Istanbul                                                               | Turchia                                                                | 0 – 4                                                                  | Francia                                                                | Amichevole                                                             | -                                                                      |                                                                        |
| 27-2-2001                                                              | Saint-Étienne                                                          | Francia                                                                | 1 – 0                                                                  | Germania                                                               | Amichevole                                                             | -                                                                      |                                                                        |
| 24-3-2001                                                              | Saint-Denis                                                            | Francia                                                                | 5 – 0                                                                  | Giappone                                                               | Amichevole                                                             | -                                                                      |                                                                        |
| 25-4-2001                                                              | Saint-Denis                                                            | Francia                                                                | 4 – 0                                                                  | Portogallo                                                             | Amichevole                                                             | -                                                                      | 46’                                                                    |
| 15-8-2001                                                              | Nantes                                                                 | Francia                                                                | 1 – 0                                                                  | Danimarca                                                              | Amichevole                                                             | -                                                                      | 81’                                                                    |
| 6-10-2001                                                              | Saint-Denis                                                            | Francia                                                                | 4 – 1                                                                  | Algeria                                                                | Amichevole                                                             | 1                                                                      |                                                                        |
| 11-11-2001                                                             | Melbourne                                                              | Australia                                                              | 1 – 1                                                                  | Francia                                                                | Amichevole                                                             | -                                                                      |                                                                        |
| 13-2-2002                                                              | Saint-Denis                                                            | Francia                                                                | 2 – 1                                                                  | Romania                                                                | Amichevole                                                             | -                                                                      |                                                                        |
| 27-3-2002                                                              | Saint-Denis                                                            | Francia                                                                | 5 – 0                                                                  | Scozia                                                                 | Amichevole                                                             | -                                                                      | 57’                                                                    |
| 17-4-2002                                                              | Saint-Denis                                                            | Francia                                                                | 0 – 0                                                                  | Russia                                                                 | Amichevole                                                             | -                                                                      | 78’ 84’                                                                |
| 18-5-2002                                                              | Saint-Denis                                                            | Francia                                                                | 1 – 2                                                                  | Belgio                                                                 | Amichevole                                                             | -                                                                      | 46’                                                                    |
| 26-5-2002                                                              | Suwon                                                                  | Corea del Sud                                                          | 2 – 3                                                                  | Francia                                                                | Amichevole                                                             | -                                                                      | 46’                                                                    |
| 6-6-2002                                                               | Pusan                                                                  | Francia                                                                | 0 – 0                                                                  | Uruguay                                                                | Mondiali 2002 - 1º turno                                               | -                                                                      | 16’                                                                    |
| 11-6-2002                                                              | Incheon                                                                | Danimarca                                                              | 2 – 0                                                                  | Francia                                                                | Mondiali 2002 - 1º turno                                               | -                                                                      |                                                                        |
| 21-8-2002                                                              | Radès                                                                  | Tunisia                                                                | 1 – 1                                                                  | Francia                                                                | Amichevole                                                             | -                                                                      | 63’                                                                    |
| Totale                                                                 |                                                                        | Presenze                                                               | 40                                                                     |                                                                        | Reti                                                                   | 2                                                                      |                                                                        |

| Cronologia completa delle presenze e delle reti in nazionale ― Francia olimpica | Cronologia completa delle presenze e delle reti in nazionale ― Francia olimpica | Cronologia completa delle presenze e delle reti in nazionale ― Francia olimpica | Cronologia completa delle presenze e delle reti in nazionale ― Francia olimpica | Cronologia completa delle presenze e delle reti in nazionale ― Francia olimpica | Cronologia completa delle presenze e delle reti in nazionale ― Francia olimpica | Cronologia completa delle presenze e delle reti in nazionale ― Francia olimpica | Cronologia completa delle presenze e delle reti in nazionale ― Francia olimpica |
| Data                                                                            | Città                                                                           | In casa                                                                         | Risultato                                                                       | Ospiti                                                                          | Competizione                                                                    | Reti                                                                            | Note                                                                            |
| ------------------------------------------------------------------------------- | ------------------------------------------------------------------------------- | ------------------------------------------------------------------------------- | ------------------------------------------------------------------------------- | ------------------------------------------------------------------------------- | ------------------------------------------------------------------------------- | ------------------------------------------------------------------------------- | ------------------------------------------------------------------------------- |
| 20-7-1996                                                                       | Miami                                                                           | Francia olimpica                                                                | 2 – 0                                                                           | Australia olimpica                                                              | Olimpiadi 1996 - 1º turno                                                       | -                                                                               |                                                                                 |
| 22-7-1996                                                                       | Orlando                                                                         | Francia olimpica                                                                | 1 – 1                                                                           | Spagna olimpica                                                                 | Olimpiadi 1996 - 1º turno                                                       | -                                                                               |                                                                                 |
| 24-7-1996                                                                       | Miami                                                                           | Francia olimpica                                                                | 2 – 1                                                                           | Arabia Saudita olimpica                                                         | Olimpiadi 1996 - 1º turno                                                       | -                                                                               |                                                                                 |
| Totale                                                                          |                                                                                 | Presenze                                                                        | 3                                                                               |                                                                                 | Reti                                                                            | 0                                                                               |                                                                                 |

## Palmarès

### Club

#### Competizioni nazionali
- Campionato italiano: 1

Roma: 2000-2001
- Supercoppa italiana: 1

Roma: 2001

#### Competizioni internazionali
- Coppa Intertoto UEFA: 1

Guingamp: 1996

### Nazionale
- Campionato mondiale: 1

Francia 1998
- Campionato d'Europa: 1

Belgio-Paesi Bassi 2000